# مانوئل سارسو
مانوئل سارسو (اسپانیایی: Manuel Zarzo‎؛ زادهٔ ۲۶ آوریل ۱۹۳۲) بازیگر اهل اسپانیا بود. در سال ۱۹۶۰، این بازیگر به دلیل جراحتی که هنگام نجاتِ زنی از آتش‌سوزی متحمل شد، به مدت دو ساعت از نظر بالینی مرده بود. او پس از هفت دهه فعالیت مستمر هنری سرانجام در شب ۱۶ تا ۱۷ ژوئن ۲۰۲۵، در سن ۹۳ سالگی در پوثوئلو د آلارکن درگذشت.
از فیلم‌ها یا مجموعه‌های تلویزیونی که وی در آن‌ها نقش داشته است، می‌توان به مشاور، چالش پرتلاطم، امکانش هست؟، حسادت به سبک ایتالیایی، عادت‌های تاریک، کندو، آیا قهرمانان ما قادر به یافتن دوستشان که به طرز مرموزی در آفریقا ناپدید شده هستند؟، دو چهره ترس، استیکو، هفت تپانچه برای خانواده مک‌گرگور، وای خدای بزرگ، پاستوره اومد!، شنبه، یکشنبه و جمعه، مردی با چهره عجیب به‌دنبال توست تا تو را بکشد و روز به روز اشاره کرد.